# Château de Léran
Le château de Léran est situé sur la commune de Léran dans le département de l'Ariège, en France.

## Localisation
Il se trouve au nord du village à proximité du Touyre, dans le pays d'Olmes et environ deux kilomètres à l'ouest du lac de Montbel.
C'est une copropriété privée qui ne se visite pas. Néanmoins, une visite a été organisée lors des Journées du patrimoine en 2010.

## Historique
Château fort dont l'existence est attestée dès 1163, il est le fief d'une branche cadette de la famille de la Maison de Lévis depuis l'attribution de la seigneurie de Mirepoix par Simon IV de Montfort à Guy Ier de Lévis-Mirepoix à la suite de sa participation à la Croisade des Albigeois au XIIIe siècle.
En 1329, le château est mentionné lors du partage familial du fief de Mirepoix entre les Lévis-Mirepoix et leur branche cadette de Lévis-Léran.
Son agrandissement, ses fortifications et sa garde sont précisés en 1380 dans un accord entre Gaston II de Lévis-Léran et les villageois. 
Des destructions surviennent lors des guerres de Religion au XVIe siècle. Le château devait être détruit à la suite d'une ordonnance de Louis XIII, mais seule l'enceinte sera partiellement démolie en 1633. Dès 1640, Catherine de Lévis entreprend des réparations et constructions.
Confisqué et vendu comme bien national lors de la Révolution, il est racheté par la famille de Lévis en 1805, comme le château de Lagarde (par Athanase de Lévis (1792-1851) : de la branche de Léran qui reprit le nom de Mirepoix à l'extinction de la branche des Mirepoix, par succession du maréchal de Lévis, † en septembre 1757, en faveur de Louis-Marie-François-Gaston de Lévis-Léran (1724-1800), le grand-père d'Athanase et le père de Charles-Philibert.
Le duc de Lévis et sa femme, la comtesse de Mérode (Guy de Lévis (1820-1886), duc de San Fernando Luis, fils aîné d'Athanase, et sa femme Marie-Josèphe de Merode-Westerloo (1820-1899), se sont mariés en 1844 et sont France et depuis 1961[pas clair]. Officiellement Grand d'Espagne-ducs de San Fernando Luis, ils sont appelés « ducs de Lévis-Mirepoix » en titre de courtoisie (cf. le duc Antoine (1884-1981), petit-fils de Guy et Marie-Josèphe).
Ils font appel à l'architecte Clément Parent (1823-1884) pour restaurer et reconstruire entre 1875 et 1883 l'essentiel du château, dans une démarche qui associe des éléments de différentes époques historiques (médiévale, gothique, Renaissance et classique).
Le château est inscrit partiellement au titre des Monuments historiques pour le grand escalier Louis XIII et la cheminée de la grande salle par arrêté du 6 juin 1959, puis par un second arrêté du 12 juin 1986 pour les façades et toitures, la bibliothèque au deuxième étage avec les boiseries, vitrines et cheminée et la grande salle d'honneur au deuxième étage.
Après la mort d'Antoine de Lévis-Mirepoix, en 1981, le château est vendu et divisé en appartements.
Fin juillet 2013, un incendie détruit la partie supérieure de l'aile gauche du bâtiment.

## Description
Des bases de l'ancien château médiéval ont subsisté, notamment pour le donjon ouest, absorbées dans les constructions s'étendant du XVe au XIXe siècle. Cependant, les derniers éléments architecturaux composites agréables à voir n'ont pas de légitimité historique.
Un escalier du XVIIe existe dans le château, mais les aménagements intérieurs du XIXe siècle ont conduit à la suppression de la plupart des aménagements précédents.
Les murs de la chapelle ont été revêtus de boiseries de style Louis XV provenant du proche château de Lagarde, fief de la branche aînée des Lévis-Mirepoix, pillé et ruiné à la Révolution.
Au premier étage, la salle d'armes est dédiée aux seigneurs de Lévis. Le plafond est peint de leurs devises et blasons et les vitraux de l'atelier toulousain Saint-Blancat, réalisés en 1883, racontent leurs faits marquants.
Initialement installée dans le palais épiscopal de Mirepoix, la cheminée monumentale a été remontée au XIXe siècle à Léran ; elle arbore les armes de Philippe de Lévis, évêque de Mirepoix de 1493 à 1537.

## Galerie

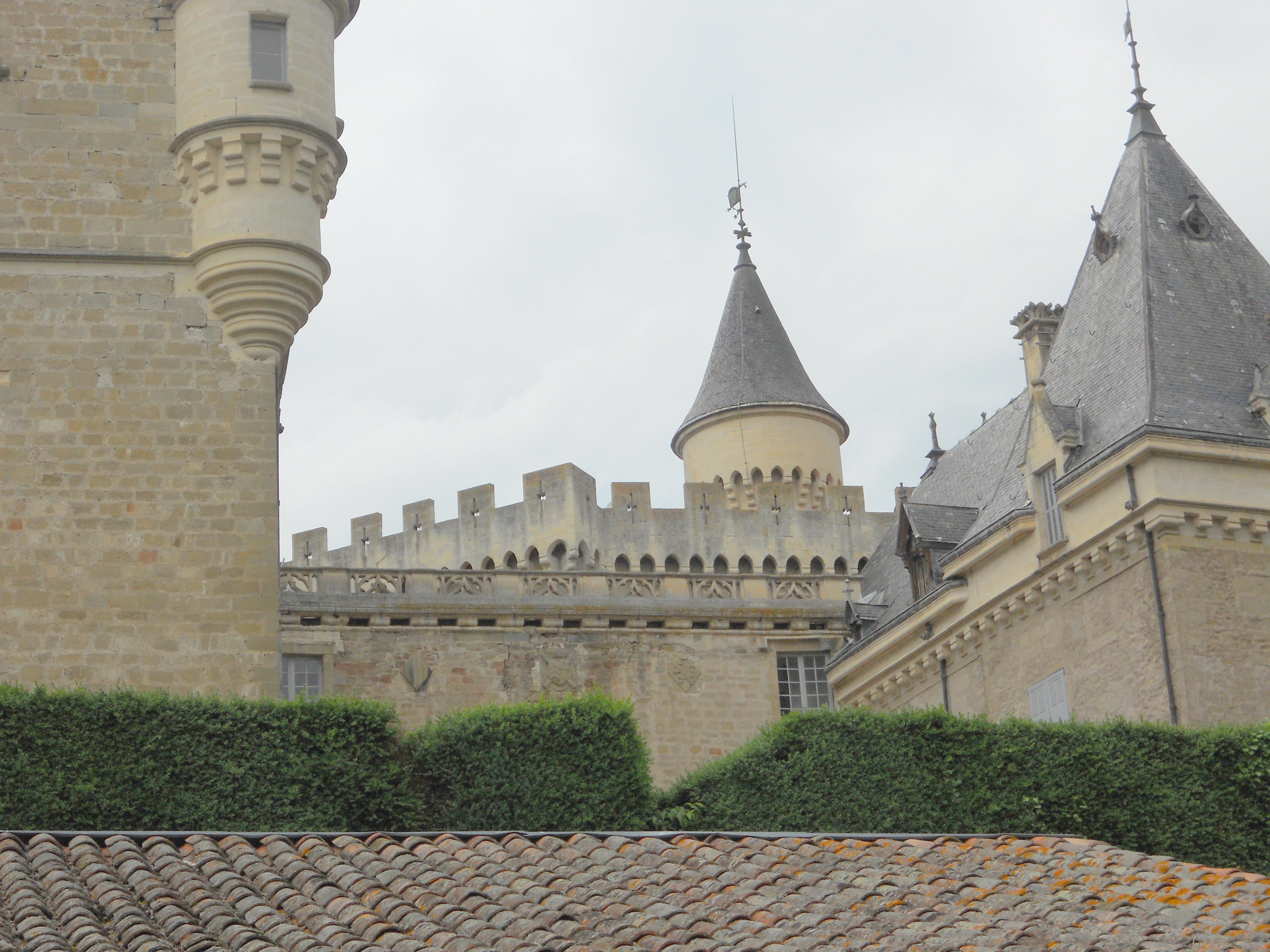
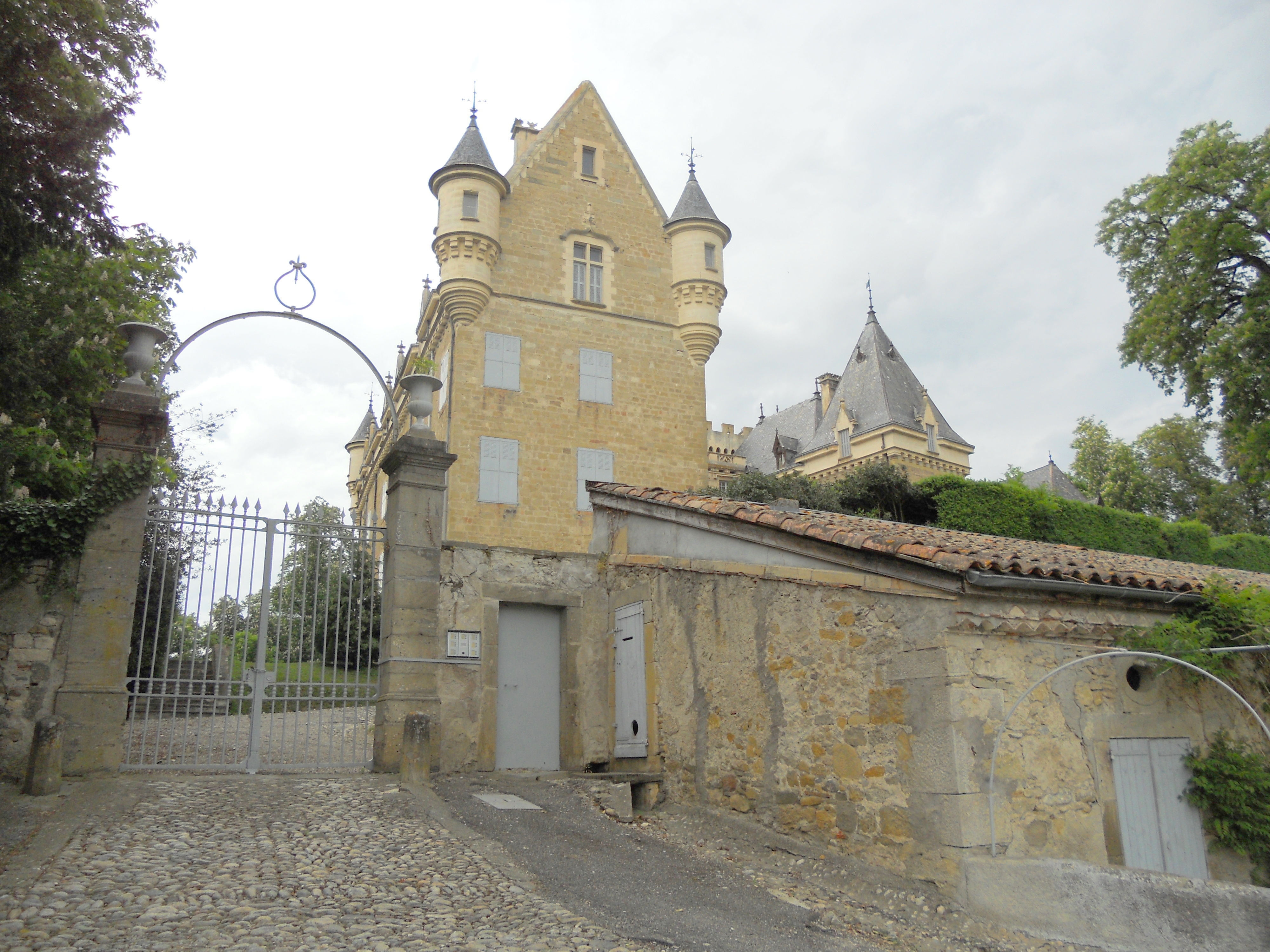
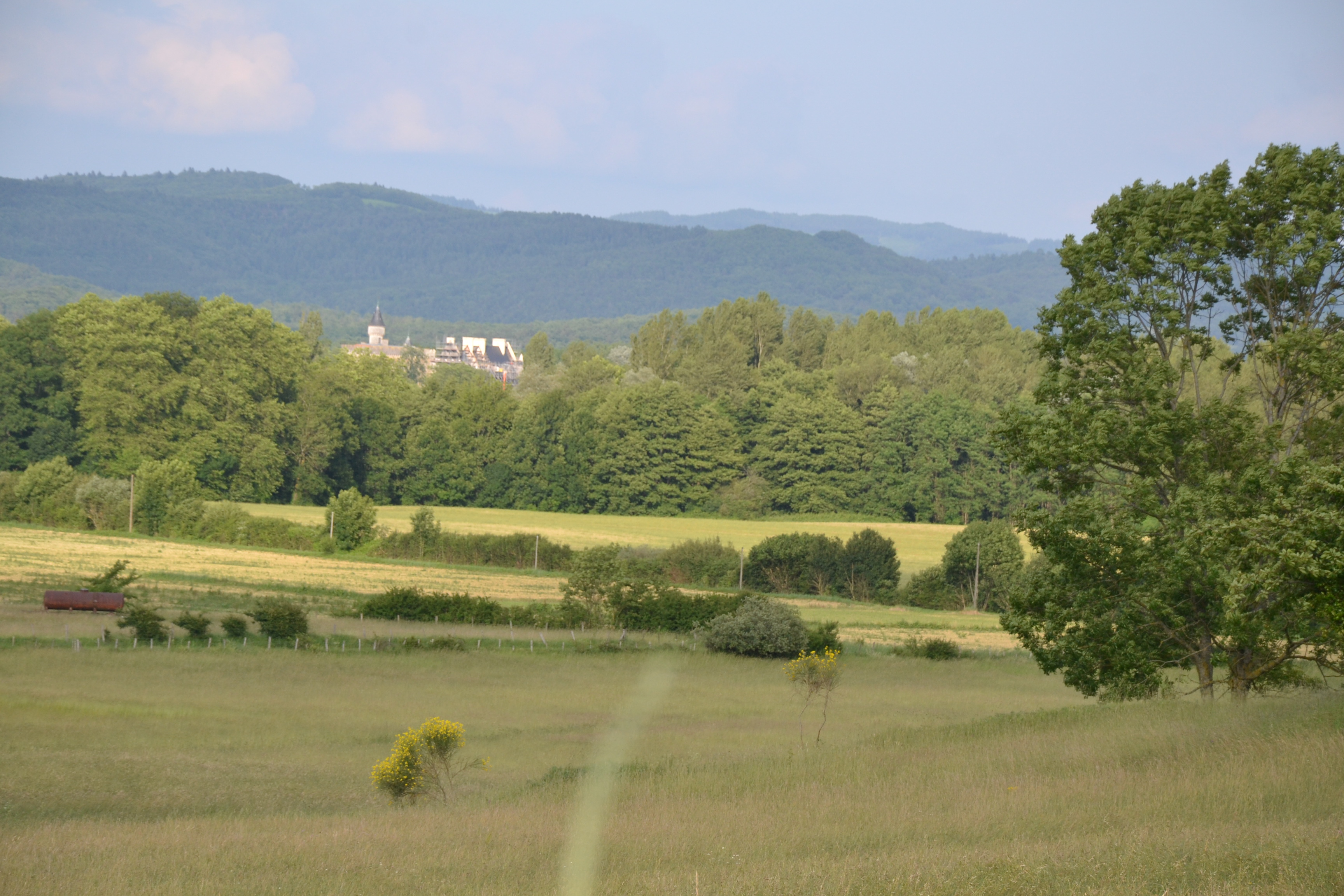

## Archives du château de Léran
Propriété du duc de Lévis-Mirepoix, les archives du château de Léran constituent un des plus riches chartrier du Languedoc. Elles ont été éditées progressivement à compter de 1903 aux Editions Édouard Privat (Toulouse),.

## Valorisation du patrimoine
Sorti en août 2018, un film documentaire intitulé Léran, village et château a été tourné à partir de 2012 par Andy Attenburrow.